# Koripallon miesten SM-sarjakausi 1971-1972
La Koripallon miesten SM-sarjakausi 1971-1972 è stata la 32ª edizione del massimo campionato finlandese di pallacanestro maschile. La vittoria finale è stata ad appannaggio del Tapion Honka.

## Risultati

### Stagione regolare
|     | Squadra              | G  | V  | P  | PF   | PS   | Pt. | Qualificazione |
| --- | -------------------- | -- | -- | -- | ---- | ---- | --- | -------------- |
| 1.  | Tapion Honka         | 18 | 17 | 1  | 1669 | 1255 | 34  |                |
| 2.  | Helsingin NMKY       | 18 | 15 | 3  | 1442 | 1254 | 30  |                |
| 3.  | Hels. Kisa-Toverit   | 18 | 15 | 3  | 1348 | 1195 | 30  |                |
| 4.  | Karkkilan Urheilijat | 18 | 11 | 7  | 1511 | 1434 | 22  |                |
| 5.  | KTP-Basket           | 18 | 8  | 10 | 1338 | 1406 | 16  |                |
| 6.  | Pispalan Tarmo       | 18 | 8  | 10 | 1327 | 1320 | 16  |                |
| 8.  | ToPo Helsinki        | 18 | 5  | 13 | 1285 | 1351 | 10  |                |
| 9.  | Pantterit            | 18 | 5  | 13 | 1345 | 1435 | 10  |                |
| 10. | Turun Riento         | 18 | 4  | 14 | 1004 | 1370 | 8   | retrocesse     |
| 11. | Karhun Pojat         | 18 | 2  | 16 | 1233 | 1514 | 4   | retrocesse     |

| Koripallon miesten SM-sarjakausi 1971-1972 |
| ------------------------------------------ |
| Tapion Honka 5º titolo                     |

## Formazione vincitrice
| N° | Naz.                 | Ruolo | Sportivo      |  | Alt. |  |
| -- | -------------------- | ----- | ------------- |  | ---- |  |
|    | Finlandia (bandiera) |       | Kari Lahti    |  | 202  |  |
|    | Finlandia (bandiera) |       | Jyrki Immonen |  | 183  |  |
|    | Finlandia (bandiera) |       | Matti Nenonen |  | 192  |  |
|    | Finlandia (bandiera) | All.  | Seppo Kuusela |  |      |  |